# Kiểm soát xã hội

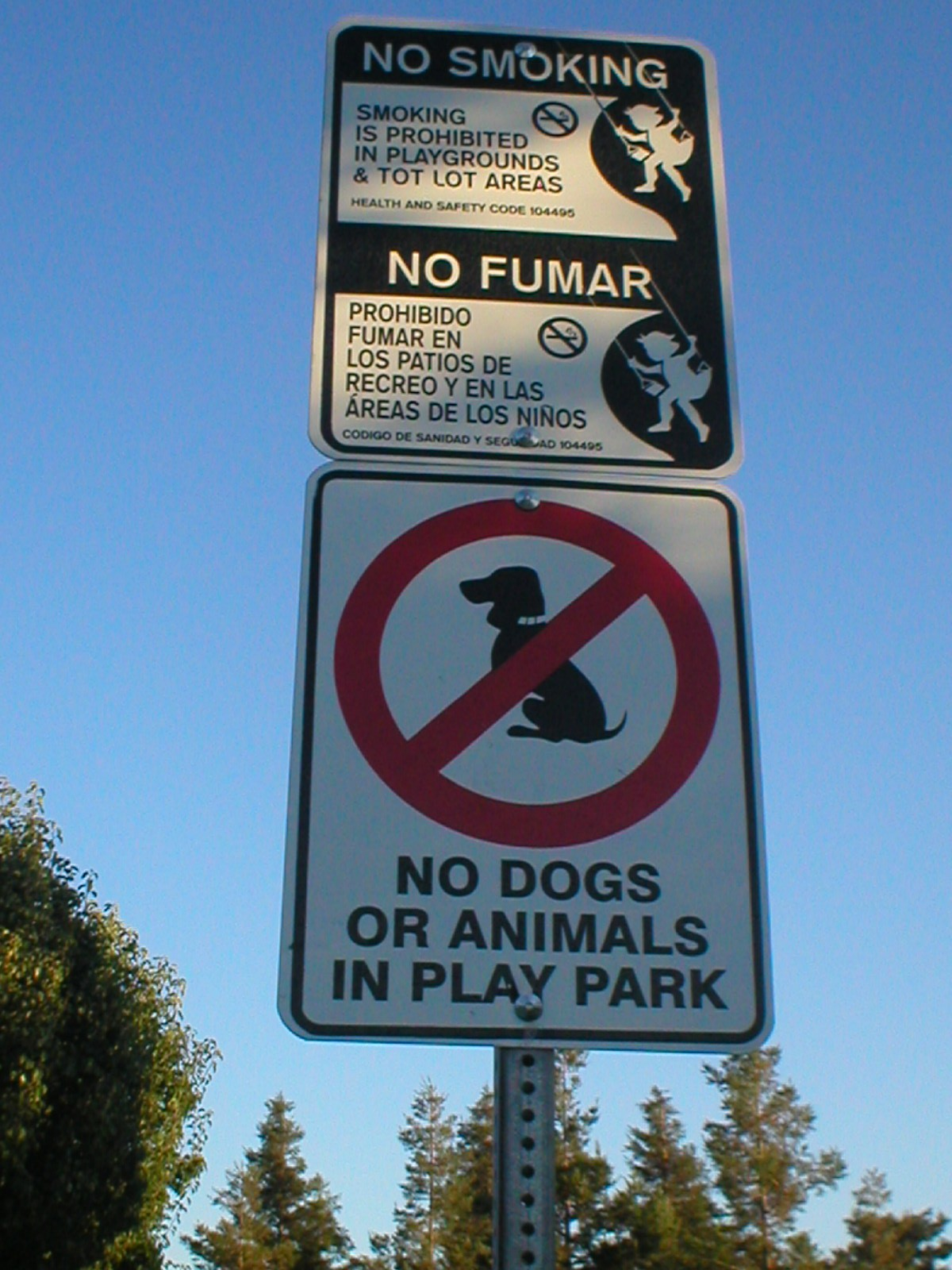
Dấu hiệu cảnh báo các hoạt động bị cấm; một ví dụ về kiểm soát xã hội

Kiểm soát xã hội là một khái niệm trong các ngành khoa học xã hội.

## Lịch sử của thuật ngữ
Thuật ngữ "kiểm soát xã hội" lần đầu tiên được đặt ra bởi Albion Woodbury Small và George Edgar Vincent vào năm 1894; tuy nhiên, tại thời điểm các nhà xã hội học chỉ cho thấy sự quan tâm lẻ tẻ trong chủ đề này.
Một số nhà triết học xã hội đã đóng một vai trò trong sự phát triển của kiểm soát xã hội như Thomas Hobbes trong tác phẩm Leviathan của ông thảo luận về trật tự xã hội và cách nhà nước sử dụng sức mạnh dân sự và quân sự; cũng như On crimes and punishments của Cesare Beccaria cho rằng mọi người sẽ tránh hành vi tội phạm nếu hành vi của họ dẫn đến hình phạt khắc nghiệt hơn, nói rằng những thay đổi trong hình phạt sẽ đóng vai trò như một hình thức kiểm soát xã hội. Nhà xã hội học Èmile Durkheim cũng khám phá sự kiểm soát xã hội trong công việc Bộ phận Lao động trong Xã hội và thảo luận về nghịch lý của sự lệch lạc, nói rằng kiểm soát xã hội là điều khiến chúng ta tuân thủ luật pháp ngay từ đầu.
Xã hội sử dụng các biện pháp trừng phạt nhất định để thực thi một tiêu chuẩn hành vi được coi là chấp nhận được xã hội. Các cá nhân và tổ chức sử dụng kiểm soát xã hội để thiết lập các quy tắc và quy tắc xã hội, có thể được thực hiện bởi các đồng nghiệp hoặc bạn bè, gia đình, tổ chức nhà nước và tôn giáo, trường học và nơi làm việc. Mục tiêu của kiểm soát xã hội là duy trì trật tự trong xã hội và đảm bảo sự phù hợp ở những người bị coi là lệch lạc hoặc không mong muốn trong xã hội.
Các nhà xã hội học xác định hai hình thức kiểm soát xã hội cơ bản:
1. Phương tiện kiểm soát không chính thức - Nội tâm hóa các chuẩn mực và giá trị bằng một quá trình được gọi là xã hội hóa, đó là "quá trình mà một cá nhân, sinh ra với tiềm năng hành vi trong phạm vi rất rộng, dẫn đến phát triển hành vi thực tế bị giới hạn trong phạm vi hẹp hơn của những gì được chấp nhận cho anh ta theo tiêu chuẩn nhóm ".[5]
2. Các biện pháp kiểm soát xã hội chính thức - Các biện pháp trừng phạt từ bên ngoài được thi hành bởi chính phủ nhằm ngăn chặn sự thành lập hỗn loạn hoặc anomie trong xã hội. Một số nhà lý thuyết, như Émile Durkheim, coi hình thức kiểm soát này như là quy định.

Như được định nghĩa ngắn gọn ở trên, các phương tiện để thực thi kiểm soát xã hội có thể là không chính thức hoặc chính thức.  Nhà xã hội học Edward A. Ross lập luận rằng các hệ thống niềm tin tạo ra sự kiểm soát lớn hơn đối với hành vi của con người so với luật pháp do chính phủ áp đặt, bất kể hình thức niềm tin đó là gì.
Kiểm soát xã hội được coi là một trong những nền tảng của trật tự trong xã hội.

## Định nghĩa của khái niệm
Roodenburg xác định khái niệm kiểm soát xã hội là một khái niệm cổ điển.
Trong khi khái niệm kiểm soát xã hội đã xuất hiện từ khi hình thành xã hội học có tổ chức, ý nghĩa đã bị thay đổi theo thời gian. Ban đầu, khái niệm này chỉ đơn giản đề cập đến khả năng tự điều chỉnh của xã hội. Tuy nhiên, vào những năm 1930, thuật ngữ này mang ý nghĩa hiện đại hơn về sự chuyển đổi của một cá nhân thành sự phù hợp. Giới học thuật bắt đầu nghiên cứu lý thuyết kiểm soát xã hội như một lĩnh vực riêng biệt vào đầu thế kỷ 20.
Thuật ngữ kiểm soát xã hội theo định nghĩa của Merriam Webster được gọi là các quy tắc và tiêu chuẩn nhất định trong xã hội khiến các cá nhân bị ràng buộc với các tiêu chuẩn thông thường cũng như việc sử dụng các cơ chế chính thức  Khái niệm kiểm soát xã hội có liên quan đến khái niệm trật tự xã hội, một khái niệm được xác định là tồn tại trong các lĩnh vực sau đây của xã hội:
- Hệ thống giáo dục
- Chính sách và pháp luật
- Tâm thần học
- Công tác xã hội
- Nhà nước phúc lợi
- Môi trường làm việc

Việc kiểm soát xã hội hạn cũng đã được liên kết với hạn phạm pháp, định nghĩa là deviancy, đó là vi phạm tập tục, chuẩn mực xã hội và pháp luật đã được thiết lập. Các hành vi phạm pháp nghiêm trọng hơn được định nghĩa là tội phạm đồng thuận và tội phạm xung đột được xác định bởi xã hội và pháp luật để ngăn chặn hành vi không mong muốn hoặc tiêu cực như một hình thức kiểm soát xã hội.